# 1379
سنة 1379 كانت سنة بسيطة تبدأ يوم السبت (الرابط يظهر نموذج التقويم الكامل للسنة) من التقويم اليولياني.

## أحداث
- تأسيس مدينة بالوس دي لا فرونتيرا وتقع حاليا في إسبانيا.
- نهاية الحرب الأهلية البيزنطية 1373–1379 في 1379 والتي بدأت في 1373.

## مواليد
- هنري الثالث ملك قشتالة

## وفيات
- جمال الدين الأقصرائي.
- هنري الثاني ملك قشتالة.
- يحيى بن خلدون.